# Ring Ring (песня)
«Ring Ring» — сингл 1973 года шведской группы ABBA, который принёс им заметную популярность в ряде европейских стран (хотя по-настоящему громкий успех ждал группу на следующий год). Песня «Ring Ring» была первоначально написана на шведском языке Бенни Андерссоном, Бьорном Ульвеусом и менеджером группы Стигом Андерсоном, и затем переведена на английский при содействии Нила Седаки и Фила Коди. Шведскоязычная версия достигла первой позиции в хит-парадах их родной страны.

## История
После относительного, но от этого не менее значимого успеха «People Need Love» в 1972 году коллектива Björn & Benny, Agnetha & Anni-Frid (как тогда называлась группа), менеджер коллектива, Стиг Андерсон, осознал возможность сочетания вокальных талантов девушек со способностями к написанию песен, коими обладали Ульвеус и Андерссон. Поэтому было решено, что квартет запишет LP; эта запись впоследствии станет альбомом Ring Ring.
Андерссон, Ульвеус и Андерсон получили предложение отправить одну песню для шведского отборочного тура на конкурс песни Евровидение 1973 года. Через некоторое время они составили черновой вариант, ставший в будущем шведской версией «Ring Ring», а тогда имевшей рабочее название «Klocklåt». Стиг Андерсон, написав песню в лёгком, доступном стиле, хотел этим устранить помпу и напыщенность Евровидения, царившую в то время.
После этого песня получила название «Ring Ring». С тем чтобы сделать её более понятной для мировой аудитории, Андерсон попросил американца Нила Седаку адаптировать текст для англоязычной версии.
10 января 1973 года песня была записана на Metronome Studio в Стокгольме. В работе принимал участие Майкл Третов, студийный инженер, впоследствии много и плодотворно работавший с Андерссоном и Ульвеусом. Незадолго до записи Третов прочёл книгу о Филе Спекторе, известным своей техникой «Стена звука». В то время как Спектор приглашал нескольких музыкантов, игравших на одном и том же инструменте, для записи, было очевидно, что в случае с квартетом это было бы слишком дорого. Поэтому Третов предложил записать фонограмму дважды с целью достижения эффекта оркестра; изменяя скорость воспроизведения, они усилили эффект. Подобное осуществлялось впервые в шведской музыке.
Однако, когда Björn & Benny, Agnetha & Anni-Frid исполнили «Ring Ring» на шведском национальном отборе, они заняли лишь третье место. Тем не менее, песня была успешной в шведских хит-парадах, как в английском, так и в шведском исполнении, где она заняла первое и второе места соответственно.
Только теперь участники квартета осознали, что постоянно выступать в таком составе — неплохая идея. Они предприняли турне по Швеции, и несмотря на то, что «Ring Ring» не смог представить Швецию на Евровидении, они начали усиленную подготовку к конкурсу 1974 года с песней «Waterloo».
Хотя песня «Ring Ring» не получила возможности представлять Швецию на Евровидении 1973 года, она очень неплохо выступила в шведских хит-парадах, став первым синглом квартета № 1. Английская версия выступила ненамного хуже, став № 2 в Швеции, Норвегии и Австрии, а также достигнув горячей десятки в Голландии и ЮАР. Неожиданно песня стала популярной в Бельгии, где стала первым из 16 «чарт-топперов» ABBA. Также песня стала первым релизом квартета в Великобритании, но попасть в хит-парады ей не удалось. Была записана и затем выпущена в ФРГ немецкоязычная версия песни, но попасть в хит-парады ей также не удалось. Была записана ещё и испанская версия (автор текста Doris Band), но увидела свет она лишь в 1993 году на компиляции Más ABBA Oro и в 1999 году на ABBA Oro: Grandes Éxitos.

## Списки композиций
Шведская версия
1. A. «Ring Ring (Bara Du Slog En Signal)»
2. B. «Åh vilka tider»

Английская версия
1. A. "Ring Ring
2. B. «Rock'n Roll Band»

Английский выпуск шведского сингла
1. A. «Ring Ring» (English Version)
2. B. «She’s Just My Kind Of Girl»

Немецкая версия
1. A. «Ring Ring» (German Version)
2. B. «Wer Im Wartesaal Der Liebe Steht»

## Позиции в чартах
| Чарт (1973)                       | Пиковая позиция |
| --------------------------------- | --------------- |
| Австралия (ARIA)                  | 7               |
| Австрия (Disc Parade)             | 2               |
| Бельгия (Валлония) (VRT Top 30)   | 17              |
| Бельгия (Фландрия) (VRT Top 30)   | 2               |
| Коста-Рика (Top 20 General)       | 6               |
| Нидерланды (Dutch Top 40)         | 5               |
| Франция (SNEP)                    | 82              |
| Новая Зеландия (RIANZ)            | 17              |
| Норвегия (VG-lista)               | 2               |
| Швеция (Topplistan)               | 1 2             |
| ЮАР (Springbok Radio)             | 3               |
| Великобритания (UK Singles Chart) | 32              |

## Официальные версии
- «Ring Ring (Bara Du Slog En Signal)» (Swedish Version)
- «Ring Ring» (English Version)
- «Ring Ring» (English Version) — (1974 Remix) / (Single Version) / (U.S. Remix 1974)
- «Ring Ring» (German Version)
- «Ring Ring» (Spanish Version) — Previously unreleased
- «Ring Ring» (Medley of Swedish, Spanish and German Versions)

## Кавер-версии и прочее
- Шведский ансамбль Nashville Train (частично состоявший из членов переменного состава самой ABBA) записал свою версию песни для альбома 1977 года ABBA Our Way.
- Песня присутствует в фильме «ABBA: The Movie» (1977).